# Адкинс, Гомер Бартон
Гоме́р Ба́ртон А́дкинс (англ. Homer Burton Adkins; 16 января 1892, Ньюпорт, Огайо — 10 августа 1949) — американский химик-органик. Внес значительный вклад в изучение механизмов каталитических реакций в органической химии.

## Жизненный путь
Гомер Адкинс родился 16 января 1892 года в семье Элвина и Эмили Адкинс. Вместе с братом и сестрой воспитывался на тихой ферме, расположенной у реки Огайо. Учился в средней школе в Ньюпорте, в 1911 году поступил в университет Денисон. После окончания университета провел три года в аспирантуре в университете штата Огайо. В 1916 году получил степень магистра, а затем в 1918 году под руководством профессора Уильяма Ллойда Эванса — докторскую степень. После получения диплома он начал работать на Министерство обороны в должности химика-исследователя. Следующий учебный год он преподавал органическую химию в университете штата Огайо, а летом 1919 года работал химиком-исследователем в компании Дюпон.
В 1919 году Адкинс вернулся в Висконсинский университет в Мадисоне, где он работал вплоть до конца своей жизни. Он посвятил свою жизнь изучению и преподаванию органической химии. Помимо этого он активно занимался делами университета и научными исследованиями, многие из которых нашли применение в американской промышленности и военных целях.

### Семья
21 февраля 1917 года Гомер Адкинс женился на Луизе Спивей, Они вместе учились в университете Денисон. У них было трое детей: Сюзанна Доротея, Нэнс и Роджер. У Сюзанны родилось трое детей, Ненс служил в пехоте во время войны, а Роджер после окончания университета Вирджинии поступил на службу в армию США.

### Конец жизни
В конце весны 1949 года во время игры в гольф у Адкинса случился небольшой приступ, и он решил, что при первой возможности пройдет полное медицинское обследование.
В июне 1949 года в Мэдисоне состоялся симпозиум по органической химии, в нём приняли участие около тысячи химиков-органиков. Гомер Адкинс затратил много сил и времени на организацию этого мероприятия. 20 июня у него случился сердечный приступ, и он был доставлен в больницу, где находился около месяца. Когда он вернулся домой, казалось, ему стало лучше, но совершенно неожиданно силы стали его покидать, и 10 августа 1949 года он умер.
Президент университета Висконсина Эдвин Б. Фред сказал:
"Он был признан одним из ведущих химиков Америки. Он был из тех людей, кто делал университет особенным».

## Вклад в органическую химию
Свои первые исследования Гомер Адкинс начал ещё будучи студентом. Его докторская диссертация, написанная в 1918 году, была посвящена изучению скорости окисления ацетальдегида, щавелевой кислоты и других органических соединений перманганатом калия, также он изучал влияние температуры и других внешних факторов на эти показатели.
Другая его работа была посвящена попытке синтезировать краситель из фенантрена, его интерес к данной теме появился во время летних работ в лаборатории Дюпон.
Третье исследование Гомера Адкинса включало изучение каталитического действия оксидов на сложные эфиры. Одним из главных его достижений стало создание катализатора — «хромита меди», с помощью которого Адкинс смог прогидрировать сложные эфиры спиртов. Одна из его последних работ была связана со структурой и механизмом каталитического действия хромита меди.
Позднее Адкинс стал изучать металлические катализаторы и сделал много открытий, применяя катализатор никель Ренея.
Он собрал множество экспериментальных данных — определил и записал константы равновесия и потенциалы окисления для сотен реакций.
Адкинсом было разработано оборудование для проведения реакции гидрирования под высоким давлением. Позднее чуть ли каждая лаборатория могла приобрести данный прибор в компании «Американские Измерительные приборы».
После 1945 года профессор Адкинс попытался использовать угарный газ под давлением вместо водорода. Таким способом ему удалось выполнить карбонилирование на практике — преобразовать спирты в кислоты.
Помимо основных исследований, Гомер Адкинс имел несколько несвязанных проектов, таких как нитрование органических соединений, синтез производных эргостерола и холестерина и синтез соединений, которые могут быть связаны с пенициллином.

## Работа с промышленными предприятиями и компаниями
Гомер Адкинс с самого начала своей карьеры активно сотрудничал с компаниями-производителями химической продукции.
Летом 1924 года и 1926 года Гомер Адкинс работал в Bakelite Corporation. С 1932 года он был консультантом в компании Rohm & Haas Co, а с 1940 года — в компании Merck (вплоть до своей смерти). В 1944 году он консультировал компанию Charles Pfizer & Co, а в 1946 году — General Aniline&Film. Гомер Адкинс никогда не давал своим связям с коммерческими предприятиями вмешиваться в его исследования и преподавательскую деятельность, но он сохранял и укреплял такие контакты, они помогали ему донести до студентов новые достижения практической химии.

## Исследования военного времени
С сентября 1940 по апрель 1946 года Г. Адкинс отвечал за ряд научно-исследовательских контрактов между университетом Висконсина и Управлением научных исследований и развития. С декабря 1941 года по февраль 1943 года он возглавлял группу химиков-органиков в лаборатории взрывчатых веществ Национального комитета оборонных исследований в Брюстоне, штат Пенсильвания. С мая по декабрь 1942 года он возглавлял отдел B-3C исследовательского комитета Национальной обороны, которому была поручена разработка защитных мазей и тканей. С января 1943 по декабрь 1945 года он был членом отдела 9 Управления научных исследований и развития, ответственный за Раздел один.
Деятельность Гомера Адкинса также была связана с проблемами химического оружия, которое использовалось во время войны. Исследования и доклады Гомера Адкинса по договорам между Управлением научных исследований и развития и университетом Висконсина, которые проводились в период с 1 октября 1940 года по 28 февраля 1946 года:
1. Синтез соединений, которые могут использоваться на войне, как яды и средства нарывного действия.
2. Синтез и разработка методов для масштабного производства соединений, используемых в качестве мазей или одежды, для защиты от нарывных средств и отравляющих веществ.
3. Синтез соединений для обнаружения боевых отравляющих веществ.
4. Синтез соединений, запрошенных представителями Армии или морского Флота, для не обнаруживаемых целей.
5. Исследования по детоксикации и дегазации боевых отравляющих веществ.
6. Оценка хлорамидов относительно действия иприта и других нарывных средств.
7. Определение термической, гидролитической стабильности хлорамидов и их устойчивости при хранении (как в чистом виде, так и в качестве мазей).
8. Разработка методов оценки эффективности пропитанных или облицовочных тканей при защите от иприта и других нарывных средств.
9. Оценка способов получения перекиси водорода.
10. Разработка защитных мазей .
11. Оценка раздражения, полученного от действия хлорамидов при нанесении на кожу человека в виде мази .
12. Разработка методов эффективной утилизации ядов на войне.
13. Синтез потенциальных противомалярийных средств и промежуточных продуктов.

## Гомер Адкинс как педагог, личные качества
Как преподаватель, Адкинс всегда был точным, ясным и интересным. На протяжении своей карьеры в университете Висконсина, он читал для аспирантов курс лекций под названием «Обзор органической химии». Также он читал лекции по органической химии первокурсникам. Его курсы были живыми и интересными, остроумными и важными, иногда даже едкими. Профессор Адкинс в обучении использовал простые и эффективные примеры и аналогии, которые были понятны всем.
Несмотря на большую занятость, профессор Адкинс находил время и для чтения книг, в особенности, ему была интересна история Гражданской войны. Он даже несколько раз ездил на места сражения.
Также он с энтузиазмом играл в гольф, в этой игре он находил отдых и считал её полезной для здоровья.

## Общественная деятельность
Гомер Адкинс был активным поборником демократии и демократических процедур. Он старался поддержать любого, кого считал жертвой несправедливости. На преподавательских собраниях его выступления были интересны и остроумны. Профессор Адкинс принимал активное участие в делах кафедры химии университета Висконсина. Профессор Дж. Мэттьюз, который заведовал кафедрой на протяжении всего периода деятельности Адкинса в Висконсине, всячески помогал в получении оборудования, и поддерживал работу профессора Адкинса, что тот очень ценил.
Г.Адкинс принимал активное участие в делах Американского химического общества, в особенности в отделе органической химии. Он был председателем этого отдела в 1932 году и часто выступал, как член его исполнительного комитета. На момент своей смерти он был выдвинут в качестве кандидата на пост президента Американского химического общества.

## Награды и почётные звания
Г.Адкинс получил почётную степень доктора наук от университета Денисон в 1938 году, был награждён медалью «За заслуги» президентом Трумэном. В 1942 году он был избран членом Национальной академии наук.
Он был членом Лондонского химического общества, Швейцарского химического общества, членом Американской ассоциации университетских профессоров, членом клуба химиков в Нью-Йорке.
Также Г. Адкинс был членом совета редакторов Гилмана «Органическая химия» и членом совета редакторов Джона Уайли «Органический синтез», редактором книги Адамса «Органические реакции».

## Стипендия им. Гомера Адкинса
После смерти Г.Адкинса, его партнеры, бывшие ученики и друзья, под руководством д-ра Ральфа Коннора и д-ра С. М. Макэлвина, создали фонд в его честь. В течение следующих нескольких лет стипендия им. Гомера Адкинса поддерживала аспирантов-химиков в университете штата Висконсин. Химический факультет с благодарностью вспоминает сотрудников и руководство Гомера Адкинса и считает, что стипендия, названная его именем, — это высочайшая награда, которой может быть удостоен выдающейся аспирант.

## Основные научные труды
Профессор Адкинс был успешным не только как лектор и педагог, но и как автор книг.
В 1932 году Адкинс опубликовал работу о сравнении химической реакционной способности.
В 1937 году д-р Адкинс свел все свои наиболее важные работы в книгу "Реакция водорода с органическими соединениями на медно-хромовых оксидных и никелевых катализаторах ". Это книга оказалось очень популярна, на неё даже пришел заказ от японского Правительства. В своей книге Адкинс попытался соотнести, обобщить и указать на значимость экспериментальных результатов по развитию прогидрирования под высоким давлением, сделанных в лаборатории в университете Висконсина.
Он был соавтором учебников «Практика Органической химии» и «Элементарная органическая химия».
В 1938 году он написал главу о «Сравнение химической реакционной способности» в трактате Гилмана «Органическая химия» и в 1943 году вместе со Шринером главу «Каталитическое гидрирование и гидрогенолиз» в книге во втором издании. В этой главе даны методики для получения катализаторов, выбора подходящих растворителей, описаны новые технологии и оборудования.